# TGN Bàsquet Club
El TGN Bàsquet Club és un club de bàsquet de Tarragona nascut a l'estiu de l'any 2002. La temporada 2017-18 compta amb una trentena d'equips, i el seu equip sènior femení milita a la màxima categoria autonòmica, la Copa Catalunya.

## Història
El mes de juny de l'any 2009 va veure com l'alcalde la ciutat posava la primera pedra per a la construcció del nou pavelló del Col·legi Sagrat Cor que també és la seu del club. Aquest pavelló es va inaugurar al desembre del 2010 i des de llavors tots els equips hi juguen els seus partits com a locals.
Millor sort van obtenir les noies que, fent una excel·lent segona volta havent perdut només un partit, van aconseguir un meritori tercer lloc que les va classificar per a jugar l'ascens a Primera Divisió Catalana. Al final d'aquesta temporada es va fer la presentació del projecte de bàsquet femení a la ciutat del qual se'n faria càrrec el club.
La temporada 2009-2010, un cop presentat el projecte de bàsquet femení es va eliminar l'equip sénior masculí. Les noies estrenaven categoria a Primera Catalana i van ocupar llocs mitjans de la taula durant tot el campionat. Un final de temporada irregular les va portar a jugar la promoció de permanència, que van resoldre mantenint-se en la categoria.
La temporada 2010-2011 per al primer equip començava amb un canvi d'entrenador: Mikel Polo es feia càrrec d'un equip amb diverses cares noves per consolidar-se a la categoria. Després d'uns inicis molt incerts, el primer equip va fer una gran segona volta durant la qual va guanyar equips superiors, i això va fer que acabessin la temporada en una agradable cinquena posició.
Durant la temporada 2011-12, el club disposa d'un total de 27 equips. La temporada 2011-2012 va començar ben aviat amb una pretemporada a les comarques lleidatanes on hi van participar els equips séniors, júnior, cadet i infantil femenins.

## Altres activitats

### Torneig TGN Bàsquet-Cambrils
El 2004 és l'any en què s'estrena el Torneig TGN Bàsquet - Cambrils. Cada Setmana Santa, concretament des del Diumenge de Rams fins al Dijous Sant, a la ciutat de Cambrils es disputa el torneig del club.
Aquest torneig va començar acollint 28 equips el seu primer any. En l'edició de l'any 2010 s'acolliren 56 equips, fet que va provocar que s'hagués de muntar una pista exterior, ja que les instal·lacions no poden acollir el nombre tan gran de partits que representa la participació de tants equips.
Durant aquestes set edicions han visitat el torneig equips de Saragossa, Albacete, Logronyo, Jaén, illes Canàries, València, Valladolid i, naturalment, de diferents punts de Catalunya. Cal destacar que en la sisena edició va acompanyar-nos el primer equip de fora de l'Estat espanyol, concretament va ser el Toulouse Basket Club de França, i en la vuitena va unir-se l'equip d'Irlanda femení de les Meteors.

### Torneig Santa Tecla
Des de l'any 2009, i emmarcat en les festes de Santa Tecla de la ciutat de Tarragona, el club organitza el torneig femení que porta el nom de les festes.